# Ruhna vas
Ruhna vas je naselje u slovenskoj Općini Škocjanu. Ruhna vas se nalazi u pokrajini Dolenjskoj i statističkoj regiji Jugoistočnoj Sloveniji. 

## Stanovništvo
Prema popisu stanovništva iz 2002. godine naselje je imalo 9 stanovnika.